# FM96.3 SMILE WAVE
FM96.3　SMILE WAVE（スマイルウェイブ）（2011年～2016年）は、シンガポール唯一の日本語ラジオ放送であった。
シンガポールのラジオ局「メディアコープ」が各国のラジオ番組を1つのチャンネルにまとめたチャンネル「FM96.3」にて放送されていた日本語放送。
開局以前(〜2011年）までは日本語メディアが少なく、歌謡曲や日本語での情報発信をする役目を担っていた放送チャンネルである。

## 概要
放送チャンネル：メディアコープ（シンガポール） FM96.3 XFM
放送開始日
2011年11月1日
放送日時
月曜日～金曜日 朝7:00 ～ 9:00
番組内容
東南アジアおよび日本のニュース、生活情報と日本の最新J-POPを中心とした朝の情報番組
放送最終日
2016年9月30日

## 歴史
1998年　シンガポールのメディアコープにフランス語、ドイツ語、日本語の3カ国外国語番組を放送するインターナショナルチャンネルが開局。同時に日本語放送「FM96.3　Hello Singapore」試験放送がスタート。
1998年10月12日　朝6：50本放送がスタート。6時50分～9時30分、17時から19時、22時～24時の3部編成。NHK衛星放送から受信を行い、NHKラジオの同時及び再放送を開始。
1999年4月　日本商工会議所との提携のもと、創業者 森幹雄 が司会となって経営者や著名人と対談を行うトーク番組「Welcome to Studio」放送開始。
2000年6月　落語家 笑福亭鶴笑と森幹雄の漫談と演歌を交えた番組「これでえんかド演歌」放送開始。
2000年8月　シンガポール人リスナーを対象にバイリンガル番組「PICK ‘N CHOOSE」を平日22～24時に放送。
2003年1月　番組「モーニングナビゲーション」が残り、放送時間が朝のみに。
2007年2月　芸能リポーター 梨元勝が電話を通じて生出演する番組「ここまで言って恐縮です！」放送開始。
2007年5月　みんなの経済新聞ネットワークの海外新聞サイト シンガポール経済新聞とラジオとウェブで連動を図り、地域に密接した情報を紹介する番組「Sinkei Bagus!」放送開始。
2008年8月　FM96.3の正式名称が、「FM96.3　The International Channel」から「XFM96.3」へと変更。日本語放送以外にもフランス語、ドイツ語、韓国語の放送があり、新たにヒンディー語放送が加わる。
2010年10月　ラジオの認知と広告収入を高めるために、フリーペーパーJPLUSとの連携を強化し、「FM96.3　Hello Singapore」から「JPLUS RADIO」に局名を変更。
2010年11月　占い師ユニット NOT FOR SALEの占いコーナー「not for saleが占う！あなたの運勢」放送開始。
2011年7月　財政面の問題で終了。その直後に日系企業を中心に「海外において希少な日本語放送を残そう」という動きが起こり、日系企業のサポートの元、再び立ち上げる。
2011年11月　非営利運営のもと「FM96.3　SMILE WAVE」として新たにスタート。
2016年9月30日　この日を最後に放送を終了した。

## 調達番組
- 全国こども電話相談室
- 小沢昭一の小沢昭一的こころ

## 制作スタッフ
HELLO SINGAPORE FM96.3
- 渡辺尚子
- 児玉菜穂子
- 小野綾子（笑福亭笑子）
- 佐竹伸子
- 鳥羽隆史 (制作ディレクター・技術兼務)
- 門田 (制作ディレクター)

## 過去と現在のラジオパーソナリティー・リポーター
HELLO SINGAPORE FM96.3 / JPLUS RADIO
- 渡辺尚子
- 児玉菜穂子
- 小野綾子（笑福亭笑子）
- 山崎千佳子
- ミッキー
- おまかせジョージ
- タンバリン斎藤
- 佐竹伸子
- 土着三郎
- バブリエルにぃにぃ
- 原節子
- Domingo
- 橋本まり
- こまちはな
- ランドルフ

- 森玲雄那
- 臼井昭子
- 田口靖代
- 山内美代
- 三田資子
- 小出陽子
- 不破智子
- 梅田エリカ
- 岡本るみ子
- アゼミタクロー
- 坂本めぐみ
- 岩谷麻奈美
- 林潤子

FM96.3 SMILE WAVE
- 坂本めぐみ
- 岩谷麻奈美
- 田口靖代
- 林潤子
- 藤田じゅん
- 竹内里枝
- 後藤剛

## スタジオ
- メディアコープ（シンガポール）

## 聴取方法
- シンガポール周辺
  - インターネットラジオ：MediaCorp
- スマートフォン：Google Play,AppStore Mediacorp「MeRadio」をダウンロード。「XFM 96.3」を選ぶ。